# Pardos (Zaragoza)
Pardos es un lugar despoblado perteneciente en la actualidad al municipio de Abanto en la comunidad de Calatayud, provincia de Zaragoza, Aragón.
Se encuentra situado en plena sierra de Pardos a la que da nombre, a 1025 metros sobre el nivel del mar a unos 4 km de Abanto.
Se despobló entre 1987 y 1997.
En la Edad Media aparece mencionado en la Bula de Lucio III (1182), quedando encuadrado en la Comunidad de aldeas de Calatayud dentro de la Sesma del río Ibdes.

Ecclesiam de Cubel cum pertinenciis suis, Ecclesiam de Pardos cum pertinenciis suis, Ecclesiam de Abanto cum pertinenciis suis

## Geografía humana

### Demografía
| Gráfica de evolución demográfica de Pardos entre 1842 y 1887 |
| |
| Población de derecho según los censos de población del INE Población de hecho según los censos de población del INEEntre el censo de 1897 y el anterior, este municipio desaparece porque se integra en el municipio 50001 (Abanto) |

## Patrimonio
- Fortaleza de Pardos